# Нова Весь-Любінська
Нова Весь-Любінська (пол. Nowa Wieś Lubińska, нім. Neudorf) — село в Польщі, у гміні Польковиці Польковицького повіту Нижньосілезького воєводства.
Населення — 315 осіб (2011).
У 1975-1998 роках село належало до Легницького воєводства.

## Демографія
Демографічна структура станом на 31 березня 2011 року:
|          | Загалом | Допрацездатний вік | Працездатний вік | Постпрацездатний вік |
| -------- | ------- | ------------------ | ---------------- | -------------------- |
| Чоловіки | 152     | 42                 | 93               | 17                   |
| Жінки    | 163     | 39                 | 94               | 30                   |
| Разом    | 315     | 81                 | 187              | 47                   |